# Pueblo Cumarebo (Venezuela)
Pour les articles homonymes, voir Pueblo Cumarebo.
Ne doit pas être confondu avec Puerto Cumarebo (paroisse civile) ou Puerto Cumarebo (Venezuela).
Pueblo Cumarebo est la capitale de la paroisse civile de Pueblo Cumarebo de la municipalité de Zamora de l'État de Falcón au Venezuela.